# Аттіла (опера)
«Аттіла» (італ. Attila) — опера на 3 дії з увертюрою італійського композитора Джузеппе Верді на італійське лібрето Темістокле Солера, засноване на п'єсі німецького драматурга Захарія Вернера «Аттіла, король гунів». 
Прем'єра опери відбулася 17 березня 1846 року в Театрі ла-Феніче у Венеції. На той час Венеція перебувала в складі Австрійської імперії, і патріотична опера про боротьбу жителів Адріатики проти загарбників викликала суспільний резонанс. 

## Історія створення
У вересні 1845 року Верді, повернувшись з Буссето в Мілан, почав думати про сюжет для своєї нової опери «Аттіла». Роботу над лібрето він довірив Франческо П'яве, з яким успішно працював протягом декількох років. До завдання поета входило перекласти з німецької на італійську текст п'єси Вернера. Однак незабаром композитор, мабуть, не зовсім задоволений роботою П'яве, передав незакінчений рукопис Солері. Незабаром Солера, так і не закінчивши переклад, поїхав до Барселони; Верді був змушений повернути текст на доопрацювання П'яве. 
Приїхавши до Венеції на початку 1846 року композитор закінчив роботу над партитурою, і вже 17 березня 1846 року опера була поставлена на сцені Театру ла-Феніче. 

## Дійові особи

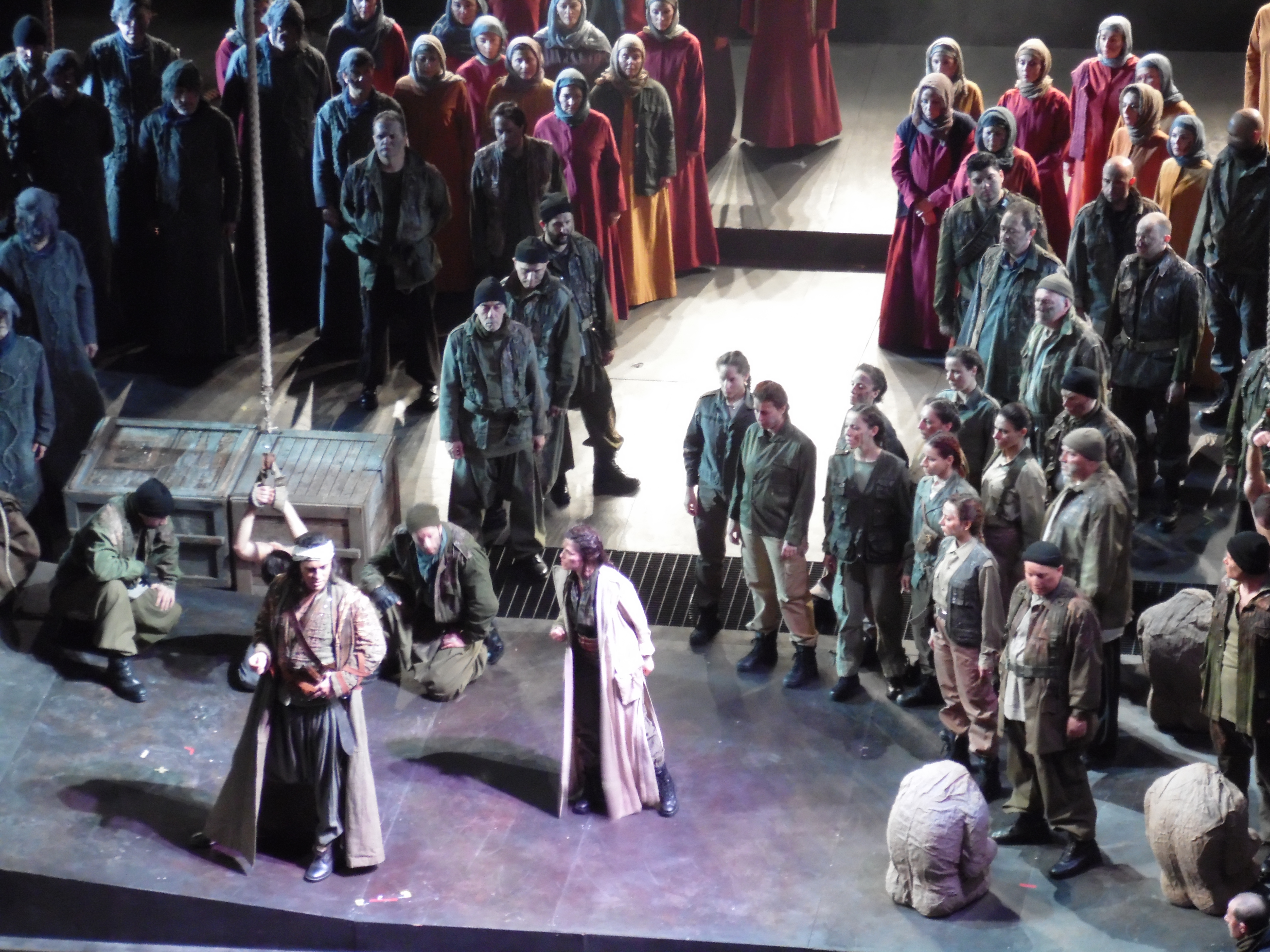
Верді: Аттіла. Театр Массімо, Палермо 2016

| роль                              | голос   |
| --------------------------------- | ------- |
| Аттіла, король гунів              | бас     |
| Ульдін, бретонец, раб Аттіли      | тенор   |
| Одабелла, дочка намісника Аквилеи | сопрано |
| Еціо, римський воєначальник       | баритон |
| Форест, Аквілейского воїн         | тенор   |
| Леоне, римський єпископ           | бас     |

## Сюжет
Дія відбувається в середині V сторіччя у Аквілєї, в лагуні Адріатичного моря недалеко від Риму. 
Сюжет про смерть Аттіли від руки дружини згаданий у Марцелліна Коміто (VI ст.), він також є в німецькому епосі. 
Пролог
Аттіла та його воїни ввійшли в Італію. Серед полонянок Аттіли — донька загиблого на полі брані правителя Аквілеї Одабелла. На Аттілу справляє сильне враження мужність Одабелли. Він дарує їй свій меч і забирає в свою свиту. Римський воєначальник Еціо шукає союзу з Аттілою проти імператора, але той відкидає його пропозицію. Тим часом суджений Одабелли Форест прибуває в Ріо-Альто і закликає біженців з Аквилеї будувати нове місто — майбутню Венецію. 
Дія I
Під час зустрічі з Форестом Одабелла намагається переконати його в тому, що вона зрадила Італію. Вона запевняє, що всього лише чекає можливості помститися тирану. Аттіла тим часом намагається позбутися від спогадів про страшний сон, який приснився йому напередодні: старець величезного зростання перегородив гунам шлях до Риму. Однак мужність покидає його, коли сон втілюється в життя. У табір входить Леоне, щоб перешкодити Аттілу увійти в Рим. У ньому Аттіла з жахом впізнає старця, який йому  приснився.   
Дія II
Форест та Еціо, запрошений на бенкет Аттіли, будують плани про те, як перемогти гунів. Форест повідомляє, що вночі ватажок гунів буде отруєний, і римські воїни повинні бути готові раптово напасти на табір ворогів. Але втручання Одабелли рятує царя від отруєння: не бажаючи поступатися своїм правом на помсту нікому іншому, вона попереджає Аттілу про замах. Аттіла заявляє, що Одабелла завтра стане його дружиною, а потім він поведе свої війська на Рим. Користуючись суспільною радістю, дівчина просить Фореста, який намагався отруїти Аттілу, бігти.   
Дія III
Під час весільної церемонії табір гунів оточують римляни, і, коли вони кидаються в наступ, Одабелла заколює Аттілу.   